# A Dennis the Menace Christmas
A Dennis the Menace Christmas là một phim truyền hình được sản xuất năm 2007, có các diễn viên Maxwell Perry Cotton và Robert Wagner, dựa trên chuỗi truyện vui bằng hình Dennis Quấy rối (Dennis the Menace) của tác giả Hank Ketcham. Đây là phần tiếp theo của phim Dennis the Menace và Dennis the Menace Strikes Again. Cốt truyện dựa theo A Christmas Carol của Charles Dickens. Biên soạn Peter Allen, đã được đề cử giải Leo Award vì những cống hiến cho phim.

## Cốt truyện
Dennis (Maxwell Perry Cotton) tìm mọi cách để phá đám người hàng xóm là ông Wilson (Robert Wagner thủ vai) trong ngày lễ Giáng sinh, vớ sự giúp đỡ của một Thiên thần Giáng sinh Quá khứ Hiện tại và Tương lai (Godfrey).

## Cast
- Maxwell Perry Cotton - Dennis Mitchell
- Robert Wagner - Ông George Wilson
- Louise Fletcher - Bà Martha Wilson
- Godfrey - Thiên thần Bob